# Club Sport Progreso
El Club Sport Progreso fou un club de futbol peruà de la ciutat de Lima.
Fundat el 13 de juliol de 1912 a la fábrica Santa Catalina del Rímac, fou un dels clubs més destacats del començament del futbol al país. Jugà a la primera divisió fins 1933 i es proclamà campió els anys 1921 i 1926. Va desaparèixer el 1935.

## Palmarès
- Lliga peruana de futbol: 
  - 1921, 1926